# Härna socken
Härna socken i Västergötland ingick i Ås härad, ingår sedan 1974 i Ulricehamns kommun och motsvarar från 2016 Härna distrikt.
Socknens areal är 18,28 kvadratkilometer varav 17,87 land. År 2000 fanns här 174 invånare.  Sockenkyrkan Härna kyrka ligger i socknen.   

## Administrativ historik
Socknen har medeltida ursprung.  
Vid kommunreformen 1862 övergick socknens ansvar för de kyrkliga frågorna till Härna församling och för de borgerliga frågorna bildades Härna landskommun. Landskommunen uppgick 1952 i Hökerums landskommun som 1974 uppgick i Ulricehamns kommun. Församlingen uppgick 2006 i Södra Vings församling.
1 januari 2016 inrättades distriktet Härna, med samma omfattning som församlingen hade 1999/2000.  
Socknen har tillhört län, fögderier, tingslag och domsagor enligt vad som beskrivs i artikeln Ås härad. De indelta soldaterna tillhörde Älvsborgs regemente, Ås kompani och Västgöta regemente, Elfsborgs kompani.

## Geografi
Härna socken ligger nordväst om Ulricehamn med Viskan i söder och sjön Stora Björken i norr. Socknen har odlingsbygd vid ån och sjön och är i övrigt en mossrik skogsbygd.

## Fornlämningar
En boplats och lösfynd från stenåldern är funna. Från bronsåldern finns spridda gravrösen. skålgropsförekomster, stensättningar och resta stenar. Från järnåldern finns två gravfält. En runsten har påträffats.

## Namnet
Namnet skrevs 1386 Härnom och kommer från kyrkbyn. Namnet kan sammanhänga med härn, 'huvud, topp, hjässa' och syfta på höjden kyrkan ligger på.